# الجميمة (مبين)

تعديل مصدري - تعديل

الجميمة هي إحدى قرى عزلة الظفير بمديرية مبين التابعة لمحافظة حجة، بلغ تعداد سكانها 173 نسمة حسب تعداد اليمن لعام 2004.